# Centro Juvenil Deportivo
El Centro Juvenil Deportivo es un equipo de fútbol profesional de Esmeraldas, Provincia de Esmeraldas, Ecuador. Fue fundado el 20 de agosto de 1933. Actualmente juega en la Segunda Categoría de Ecuador.
Está afiliado a la Asociación de Fútbol No Amateur de Esmeraldas.

## Uniforme
- Uniforme titular: Camiseta roja con detalles verdes, pantalón verde y medias rojas.
- Uniforme Alternativo: Camiseta blanca con detalles rojos y verdes, pantalón blanco, medias blancas.

## Datos del club
- Puesto histórico: 43.° (47.° según la RSSSF)[3]
- Temporadas en Serie A: 1 (1991).[4]
- Temporadas en Serie B: 2 (1990, 1992).[4]
- Temporadas en Segunda Categoría: 39 (1982-1989, 1993-2019, 2022-presente).
- Mejor puesto en la liga: 10.° (1991-I).[5]
- Peor puesto en la liga: 12.° (1991-II).
- Mayor goleada a favor en torneos nacionales:
  - 3 - 1 contra Macará (1 de mayo de 1991).[6]
- Mayor goleada en contra en torneos nacionales:
  - 8 - 1 contra Técnico Universitario (3 de agosto de 1991).[6]
- Máximo goleador histórico:
- Máximo goleador en torneos nacionales:
- Primer partido en torneos nacionales:
  - Técnico Universitario 4 - 0 Juvenil (2 de marzo de 1991 en el Estadio Bellavista).[6]

## Palmarés

### Torneos nacionales
| Competición                      | Títulos  | Subcampeonatos |
| -------------------------------- | -------- | -------------- |
| Serie B de Ecuador (1)           | 1990-II. |                |
| Segunda Categoría de Ecuador (1) | 1989.    |                |

### Torneos provinciales
| Competición                           | Títulos           | Subcampeonatos                      |
| ------------------------------------- | ----------------- | ----------------------------------- |
| Segunda Categoría de Esmeraldas (3/6) | 1984, 1988, 2009. | 1983, 1986, 1989, 1998, 2000, 2010. |